# Volkswagen Fox
Volkswagen Fox – samochód osobowy klasy aut najmniejszych produkowany pod niemiecką marką Volkswagen w latach 2003-2021. W latach 2005–2010 samochód był importowany i oferowany w Europie.

## Historia i opis modelu

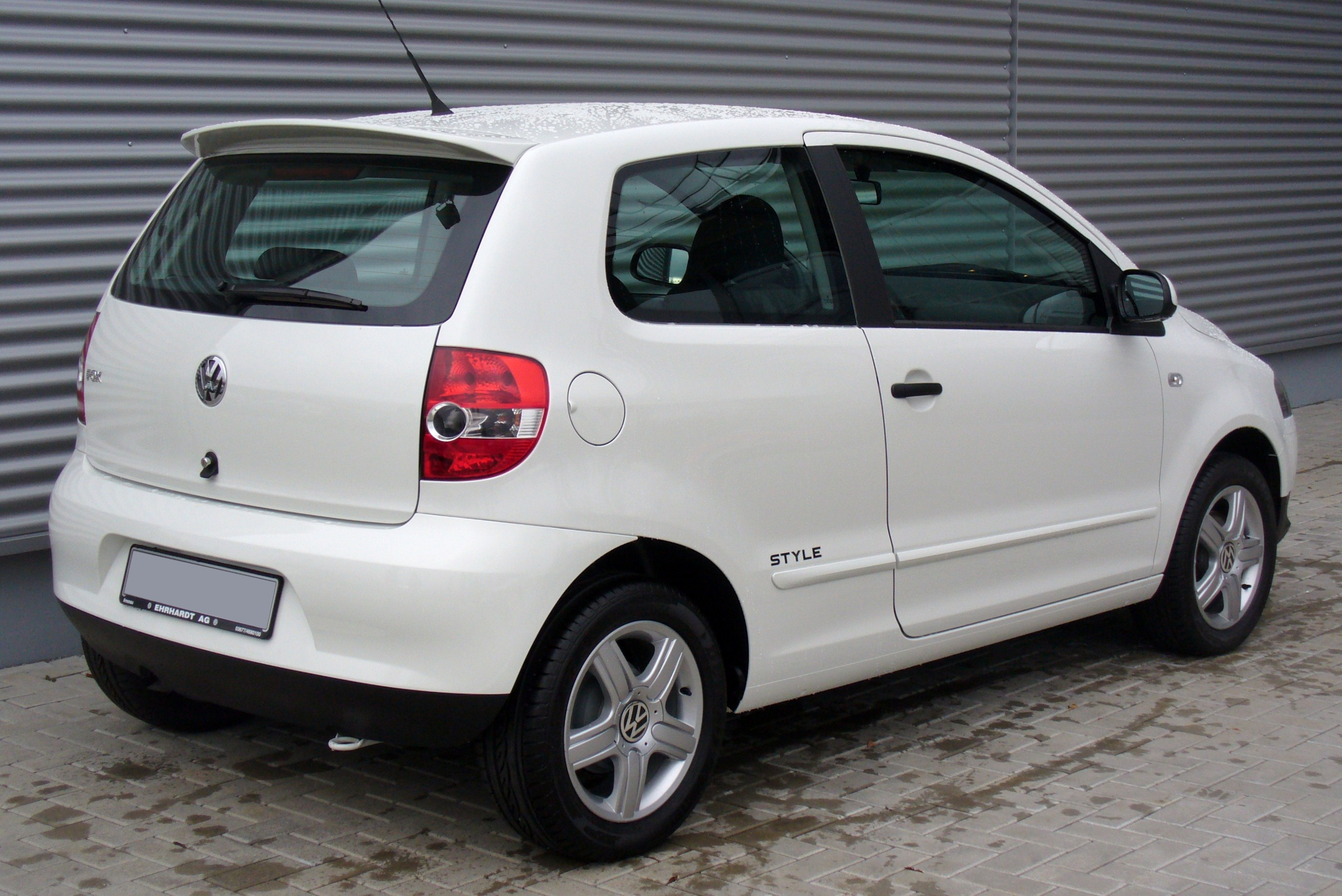
Volkswagen Fox - tył przed liftingiem

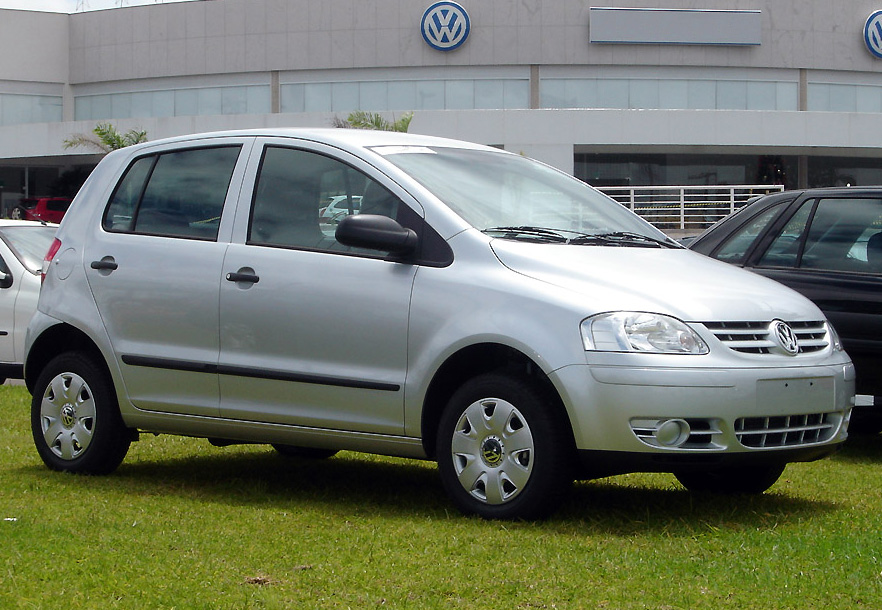
Volkswagen Fox w wersji pięciodrzwiowej przed liftingiem

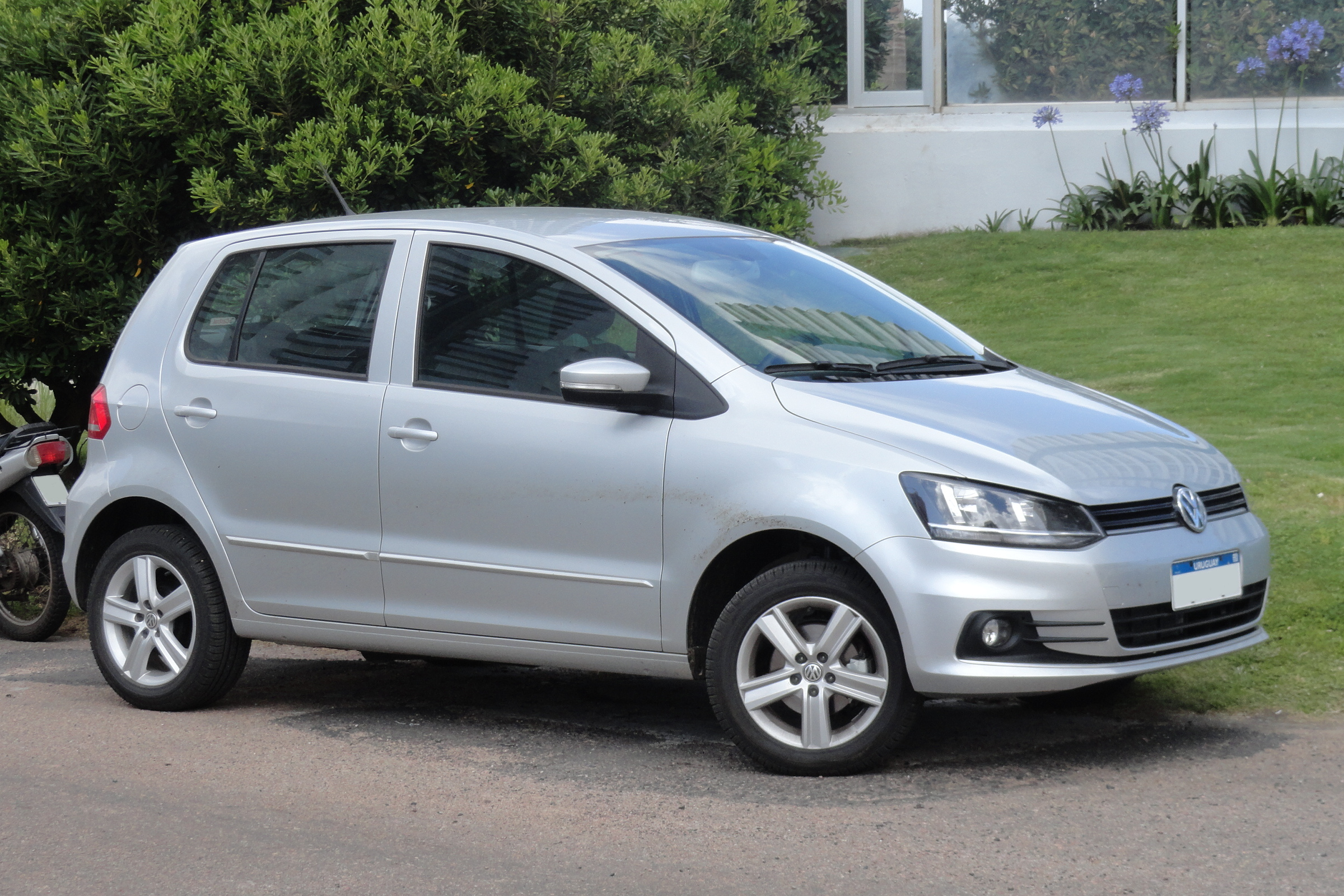
Volkswagen Fox po drugim liftingu

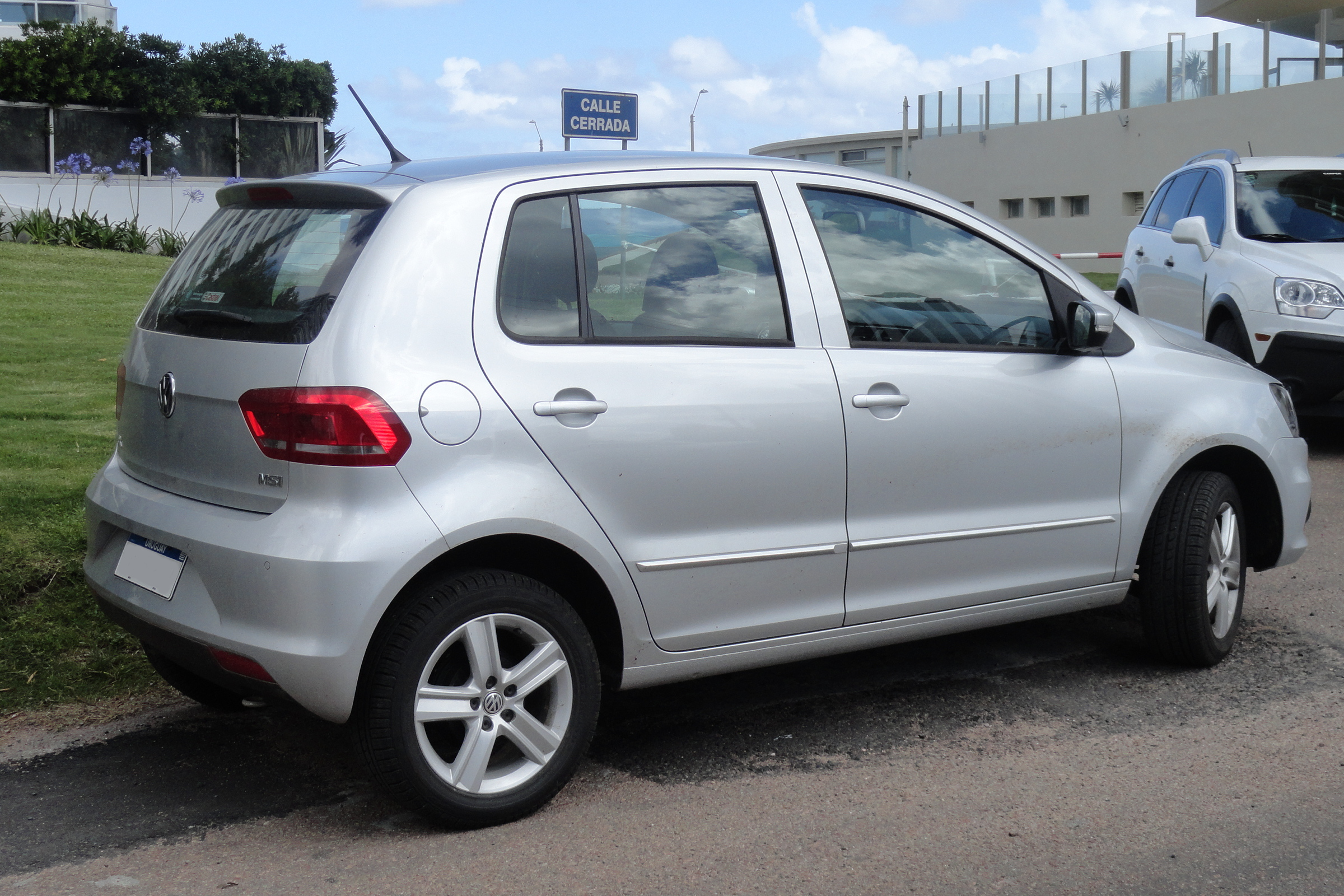
Volkswagen Fox po drugim liftingu - tył

Samochód został opracowany od podstaw przez brazylijski oddział Volkswagena, gdzie pierwotnie z wyłącznością miał być oferowany jako podstawowy samochód w ofercie. W międzyczasie jednak niemiecka centrala podjęła decyzję, że przestarzałe Lupo zastąpi w Europie Fox, który importowany był tam od połowy 2005 roku. Oficjalna premiera tego wariantu odbyła się w kwietniu 2005 roku na Salonie Samochodowym w Lipsku. W przeciwieństwie do rynku Ameryki Południowej, w Europie Fox oferowany był tylko jako 3-drzwiowy hatchback. Samochód nie odniósł sukcesu rynkowego i został wycofany ze sprzedaży w 2010 roku. Zastąpił go, tym razem podobnie jak Lupo opracowany z myślą przede wszystkim o Europie, zupełnie nowy model up!.
W międzyczasie, Volkswagen Fox na rodzimym rynku Ameryki Południowej cieszył się stabilną popularnością i utrzymuje się na rynku po dziś dzień. Samochód przeszedł dwie duże modernizacje, w ramach których zmodernizowano wygląd przodu, tyłu i deski rozdzielczej. Pierwszą przeprowadzono w 2009 roku, a kolejną w 2015 roku.

### Wersje wyposażeniowe[2]
- Basis

Standardowe wyposażenie obejmuje m.in. poduszkę powietrzną kierowcy i pasażera, immobiliser, trójpunktowe pasy bezpieczeństwa, Isofix, wspomaganie kierownicy, regulowaną w dwóch płaszczyznach kierownicę. Opcjonalnie samochód wyposażyć można w m.in. ABS, ESP, boczne poduszki powietrzne, światła przeciwmgłowe, radioodtwarzacz CD oraz elektryczne sterowanie szyb, elektryczne sterowanie lusterek i elektryczne sterowanie dachu.

## Inne odmiany

### Volkswagen CrossFox

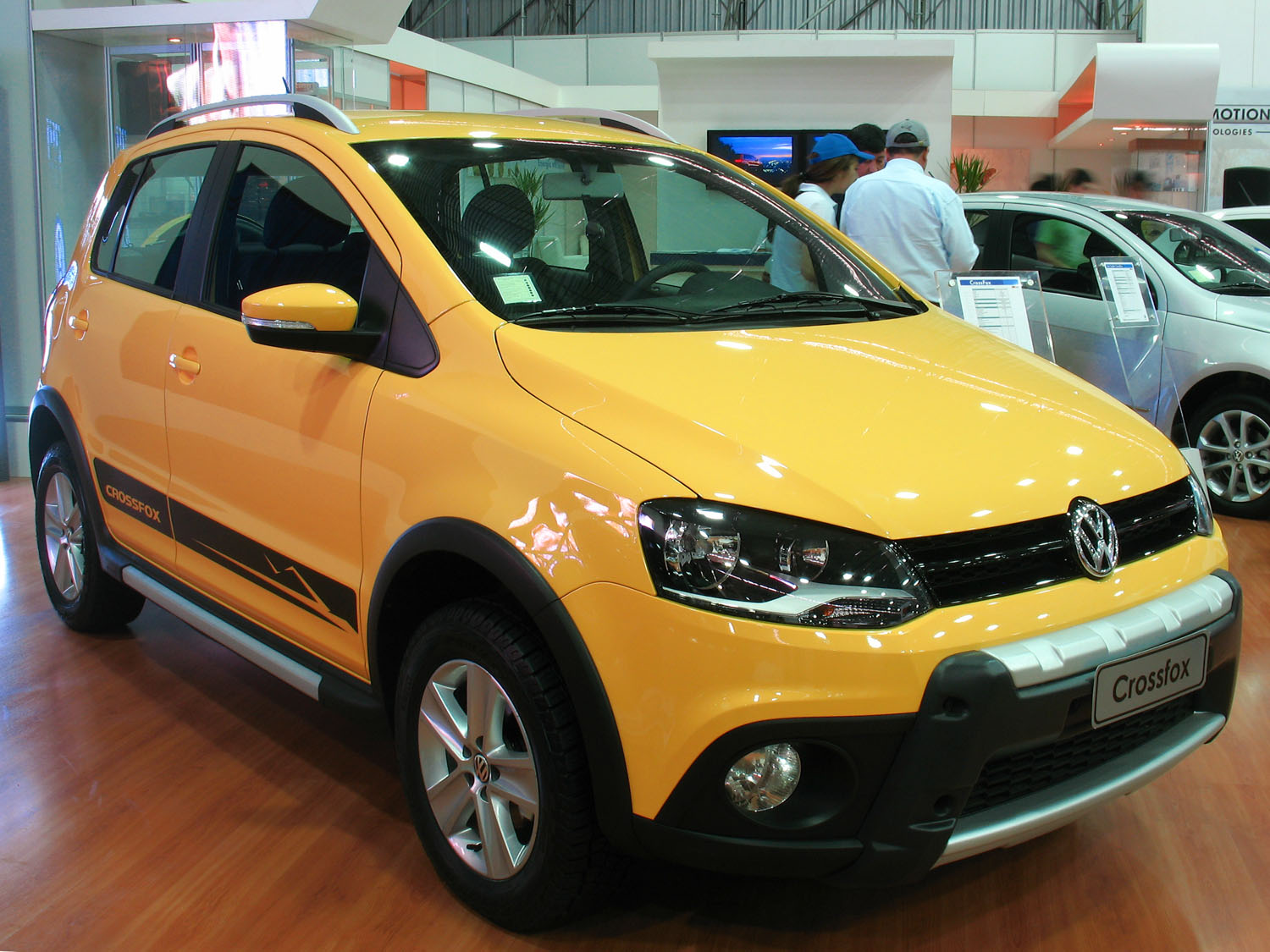
Volkswagen CrossFox

W tym samym roku zaprezentowano wersję uterenowioną CrossFox, która dostępna była z przednim napędem, podwyższonym zawieszeniem, nielakierowanymi zderzakami i kołem zapasowym na tylnej klapie, a w roku 2006 SpaceFox (Suran).

### Volkswagen Suran

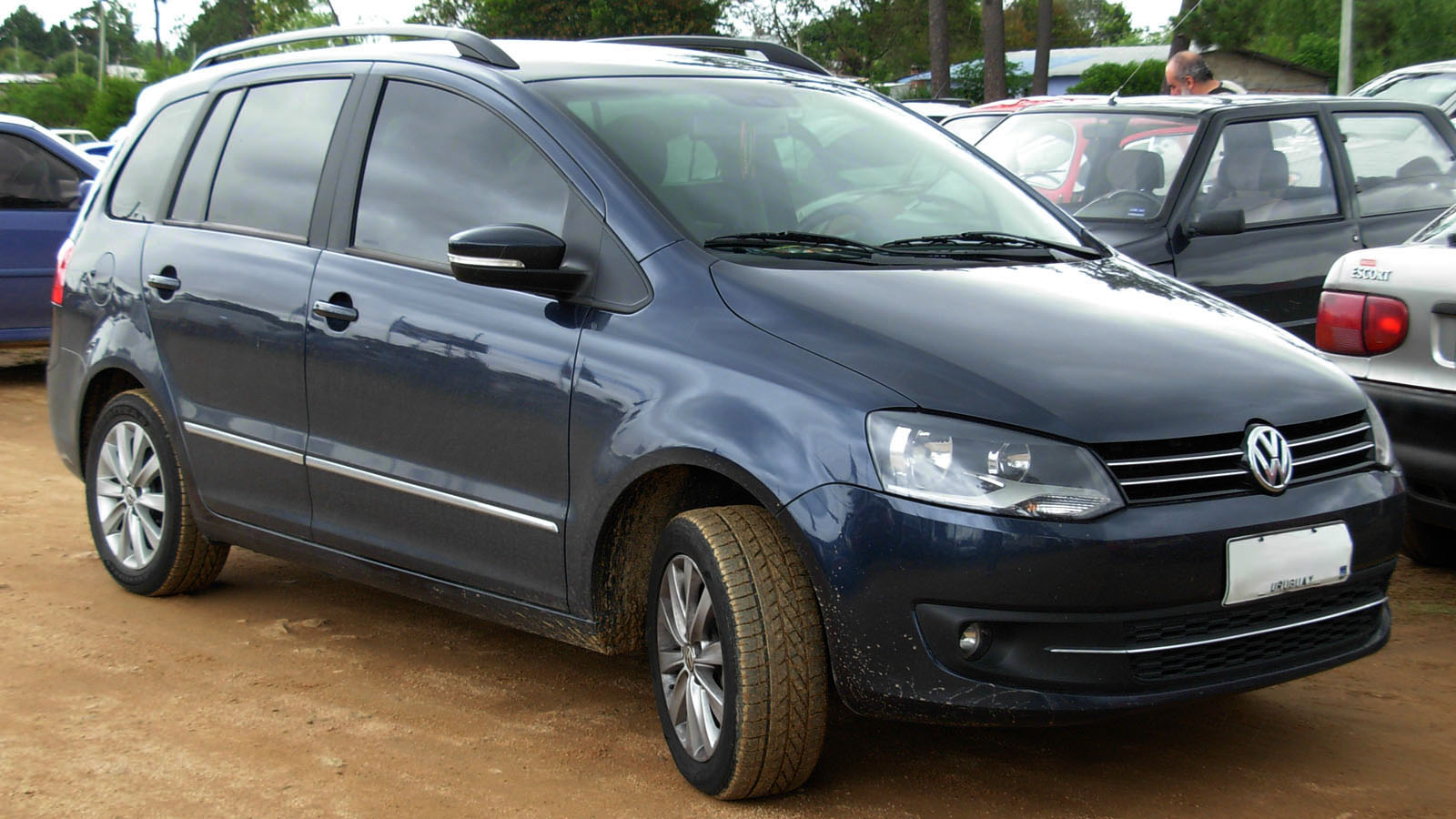
Volkswagen Suran

W 2006 roku Volkswagen przedstawił z myślą o Ameryce Południowej odmianę minivan, która powstała jako najmniejszy rodzinny samochód w lokalnej ofercie marki. W zależności od rynku zbytu, był on oferowany pod różnymi nazwami jako: Suran, SpaceFox, Fox Plus czy SportVan.

## Volkswagen Fox (1987 - 1993)

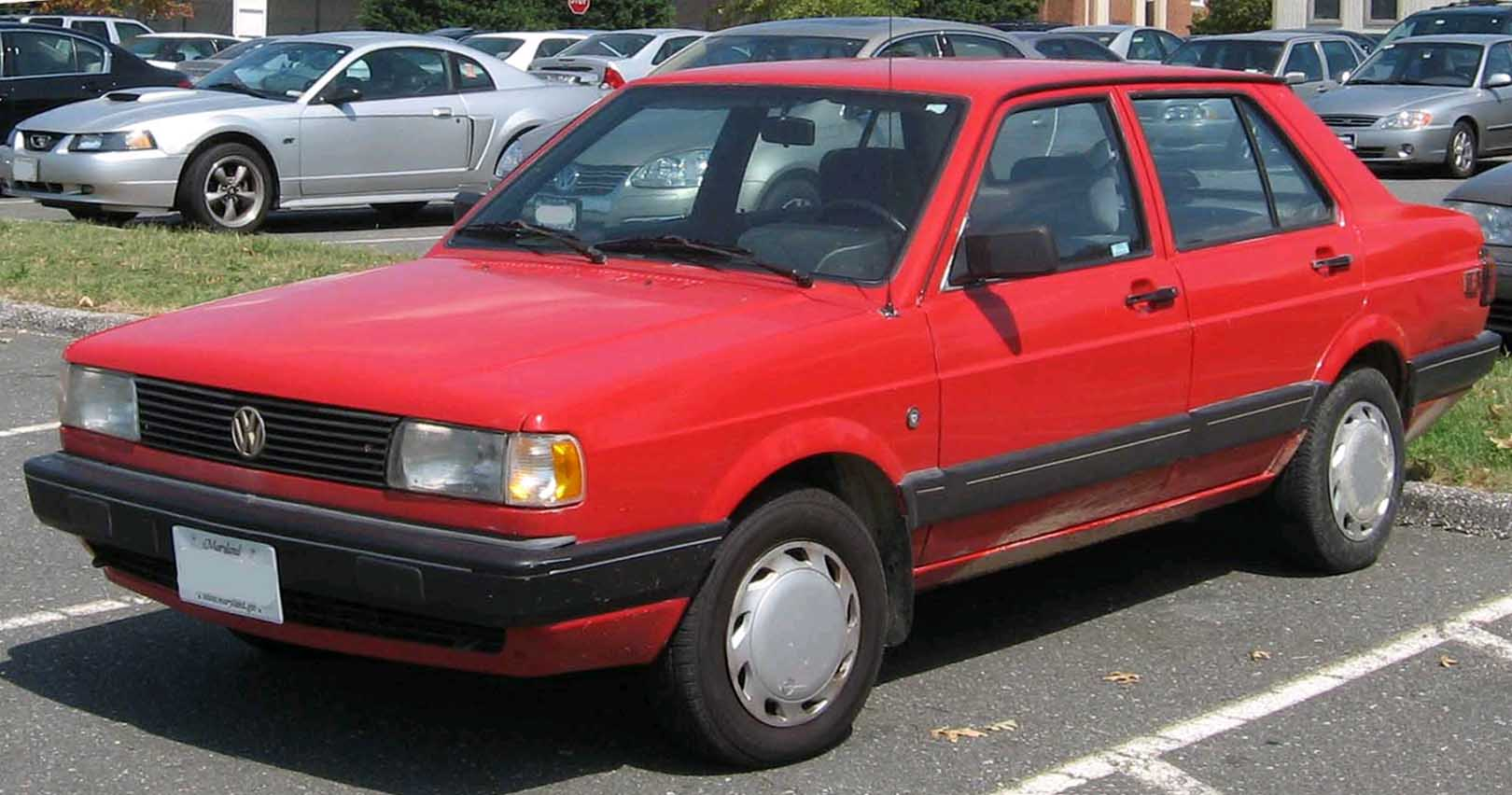
Volkswagen Fox na rynek USA

Nazwa Fox dla aut Volkswagena była używana już na długo przed 2003 rokiem w odniesieniu do podstawowych wersji sedan modelu Gol, produkowanych w Brazylii, oraz dla podstawowej wersji Jetty I produkowanej w Południowej Afryce. Do 1994 roku Fox był też nazwą podstawowej odmiany modelu Polo.